# Zjengal-broodje
Zjengal-broodjes (Armeens: ժենգյալով հաց, zjengalow hats) zijn traditionele Armeense broodjes, belegd met zeven soorten bladgroenten. Het gerecht komt uit Nagorno-Karabach, waar het vooral populair is in de lente en de herfst. Zjengal-broodjes worden in de regel thuis gemaakt, maar zijn ook te koop op de markt in Stepanakert.

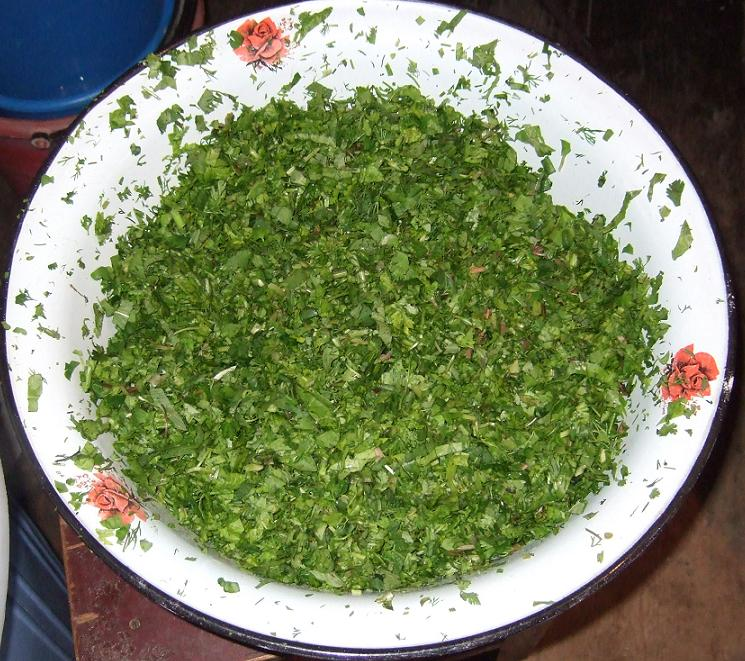
De bladgroentes
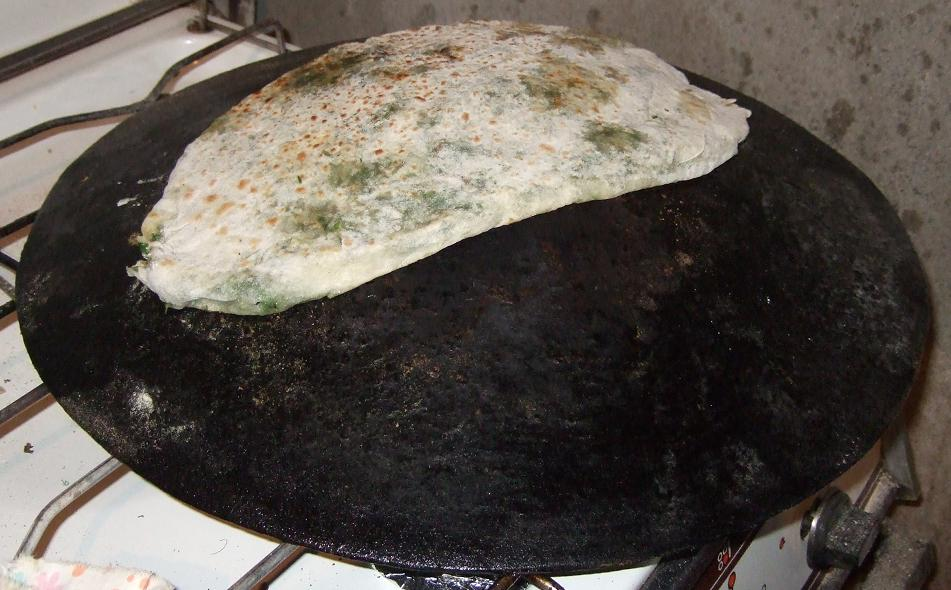
In de pan
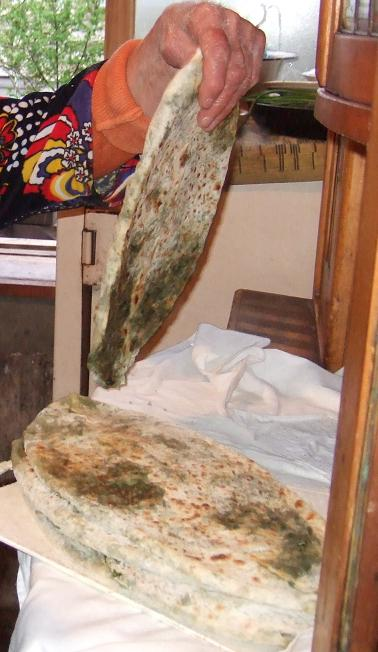
Zjengal-broodjes
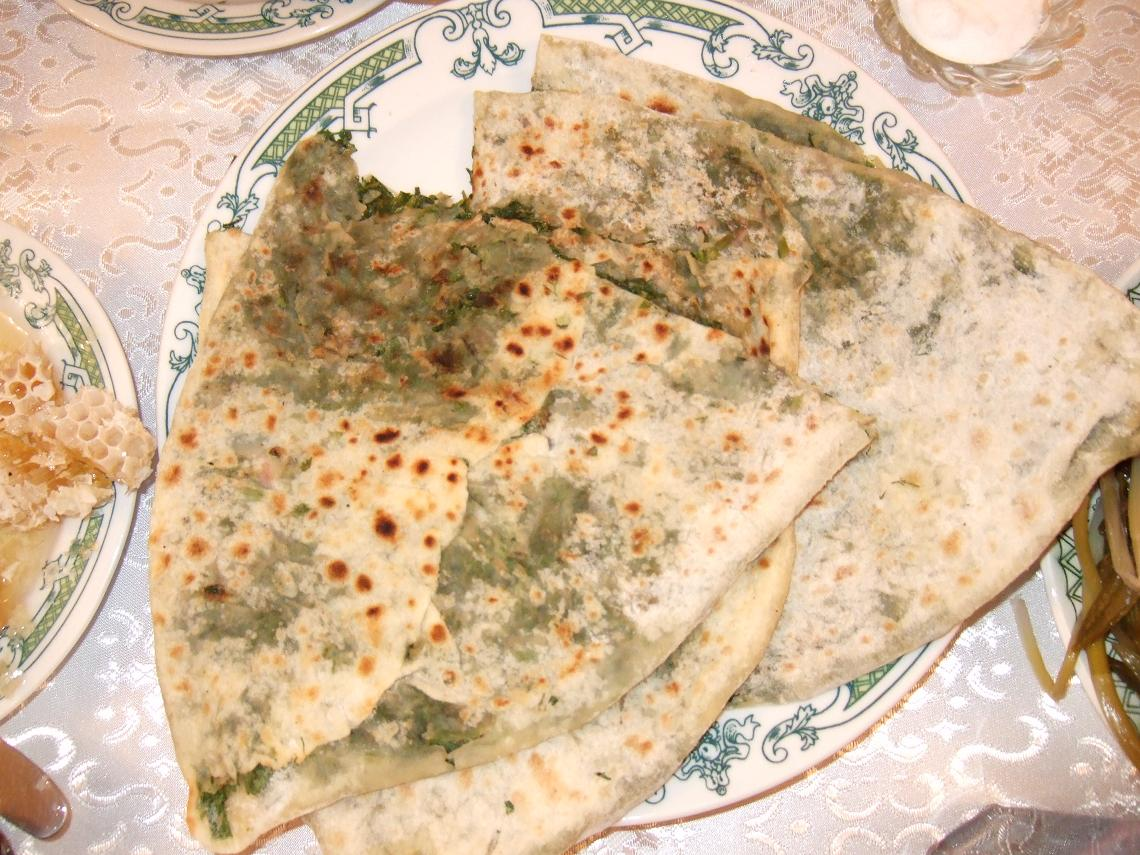
Zjengal-broodjes